# NGC 3841
NGC 3841 (другие обозначения — MCG 3-30-73, ZWG 97.96, PGC 36469) — линзовидная галактика в созвездии Льва. Открыта Джоном Гершелем в 1827 году.
Галактика входит в скопление Льва (A1367). В рентгеновском диапазоне у неё наблюдается яркая корона, её центр отклонён относительно центра галактики в оптическом диапазоне на 2 угловых секунды. Полная светимость галактики в рентгеновском диапазоне составляет 8⋅1039 эрг/с. Как минимум 40% рентгеновского излучения галактики имеет природу, отличную от тепловой.
Этот объект входит в число перечисленных в оригинальной редакции «Нового общего каталога».